# Antoine-Nicolas Misbach
Pour les articles homonymes, voir Misbach.
Antoine-Nicolas Misbach, né à Paris en 1779 et mort dans la capitale le 18 janvier 1805, est un dessinateur et graveur français.

## Biographie
Antoine-Nicolas Misbach est cité parmi plusieurs jeunes artistes (au nombre desquels Louis-Philippe Crépin) de talent dispensés de service militaire par un arrêté de Bonaparte en date du 19 brumaire an IX (10 novembre 1800).
Il meurt sans alliance en laissant pour unique héritier son frère aîné, le peintre Sébastien-Joseph Misbach, avec lequel il demeurait au no 37 de la rue du Bourg-Tibourg.

## Œuvre
Compte tenu de son âge lors de sa disparition précoce, à l'âge de 25 ans et demi, il est très improbable que l'on puisse lui attribuer le lot de 35 dessins de Paris et ses alentours signés Misbach et datés de 1792 à 1800, qui furent d'abord rassemblés au sein de la collection Hippolyte Destailleur avant de rejoindre le département des estampes et de la photographie de la Bibliothèque nationale de France.
En revanche, c'est à l'évidence lui qu'il faut reconnaître dans ce « M. Misbach à qui nous devons un dessin extrêmement exact de la Fontaine de Vaucluse (…) enlevé à la fleur de son âge, après avoir été nommé Associé » mentionné par les Mémoires de l'Athénée de Vaucluse en 1806. Cette œuvre est à replacer dans le contexte plus large d'un voyage artistique dans le midi de la France effectué en 1802 en compagnie du marquis de Brantes, dont le jeune Misbach imagea l'itinéraire par de nombreux dessins. Une partie de cette production fut insérée dans le récit de ce voyage publié en 1824. La publication de cet ouvrage fut annoncée par un prospectus dont l'argumentaire rapporte qu'« un jeune artiste (Misbach), qui vécut trop peu de temps pour les arts, qu'il cultivait déjà avec le plus grand succès, seconda parfaitement ses vues ». Une note précise : « Il mourut deux ans après avoir fait les dessins de ce voyage », indication qui conforte son identification..
Les dessins réalisés durant ce parcours passèrent en vente le 25 mai 1955 sous le marteau de Maître Ader[réf. souhaitée]. Le catalogue les décrit comme « une suite de 184 dessins originaux… certains datés [de l']an X représentant des Vues pittoresques au cours d'un voyage de Paris à Argelès, par terre et par eau… ».
En outre, le musée Carnavalet propose dans sa collection 22 vues de quelques-unes des barrières d'octroi du mur des Fermiers généraux.